# Ivan od Dukle
Sveti Ivan od Dukle (Dukla, 1414. – Lavov, 29. rujna 1484.), poljski franjevac, bernardinac i svetac.

## Životopis
Rodio se oko 1414. godine u Dukli, u jugoistočnoj Poljskoj. Ubrzo odlazi u Franjevački red u Krosnom. Kao svećenik bio je propovjednik i ispovjednik u Poljskoj, Ukrajini, Moldaviji i Bjelorusiji. Nakon 25 godina franjevačkog života, stupa u opservantski samostan bernardinaca u Lavovu. Zalagao se za jedinstvo Crkve te je obratio mnoge Rusine i Armence. Oslijepio je potkraj života.
Umro je u Lavovu 29. rujna 1484. godine. Tijelo mu je 1974. preneseno u rodnu Duklu. Papa Klement XIII. proglasio ga je 23. siječnja 1733. godine blaženim. Papa Ivan Pavao II. je 10. lipnja 1997. blaženog Ivana iz Dukle proglasio svetim.